# Paul Gaultier
Pour les articles homonymes, voir Gaultier.
Paul-Louis-Victor Gaultier, né le 11 avril 1872 à Paris, où il meurt le 4 mars 1960, est un écrivain français. Il est membre de l'Académie des sciences morales et politiques (1929).

## Biographie
Il étudie au collège Stanislas avant d'entrer à la Faculté des lettres en 1890. En 1894, il est licencié en sciences, puis, en 1896, en droit.
Il est nommé professeur de philosophie au collège Stanislas en 1900. En 1909, il écrit des chroniques mensuelles dans la Revue politique et littéraire.
En 1914, il devient attaché volontaire au ministère de la Guerre puis, en 1916, secrétaire général de l'Union française, « association nationale pour l'expansion morale et matérielle de la France ».
En 1919, il prend la direction de la Revue politique et littéraire - Revue bleue. En 1932, il devient directeur de la collection « Bibliothèque de philosophie scientifique », aux éditions Flammarion.
Il est élu membre de l'Académie des sciences morales et politiques en 1929 et Grand officier de la Légion d'honneur en 1954. Il est aussi membre de la Société des amis de l'UNESCO et de l'Institut d'étude des relations humaines.

## Publications
- Enquête sur la mémoire visuelle, 1892
- Enquête sur la mémoire des chiffres, 1894
- Le Rire et la Caricature, 1906, préface de Sully Prudhomme, prix Charles Blanc de l’Académie française.
- Le Sens de l'art, 1907, préface de Emile Boutroux.
- L'Idéale Moderne, 1909
- La Vraie Éducation, 1910
- La Pensée contemporaine, 1911
- Les Maladies sociales, 1913
- L'Adolescent, 1914
- La Mentalité allemande et la Guerre, 1916
- La Barbarie allemande, 1917
- Leçons morales de la guerre, Flammarion, Bibliothèque de philosophie scientifique, 1919, préface de Louis Barthou.
- Notre examen de conscience, 1920
- Les Maîtres de la pensée française, 1921
- L'Avenir de la France : les maux, les remèdes, 1925
- Les Mœurs du temps, 1928
- La Leçon des mœurs contemporaines, 1930
- L’Âme française, Flammarion, Bibliothèque de philosophie scientifique, 1936
- La France et la Civilisation contemporaine, 1941
- Hommage à Curnonsky, Paris, Gaultier, In-4°, 6 p. 1952 [3].
- Les Défauts du caractère, Flammarion, Bibliothèque de philosophie scientifique, 1957

## Distinctions
- Prix Charles-Blanc, 1906
- Prix Montyon, 1909
- Prix Calmann-Lévy, 1913
- Prix Vie heureuse, 1912
- Prix du Président de la république, 1915